# Воєнний стан в Україні 2018 року

Мапа запровадження воєнного стану у 2018 році (26.11.18 — 26.12.18)

Воєнний стан в Україні 2018 року — воєнний стан, введений після агресії прикордонних кораблів РФ у Керченській протоці проти кораблів Військово-морських сил України.

## Події і обставини запровадження та припинення
Ввечері 25 листопада 2018 року, після агресії прикордонних кораблів РФ у Керченській протоці проти кораблів ВМСУ, було скликане екстрене засідання РНБО, на якому ухвалено рішення запропонувати Президенту Порошенку ввести воєнний стан на 60 діб. Для запровадження воєнного стану в країні спікер Андрій Парубій скликав позачергове засідання ВРУ в понеділок 26 листопада о 16:00 (UTC+2).
Петро Порошенко після відповідного рішення РНБО звернувся до Верховної Ради з проханням зібратися на позачергове засідання та розглянути введення воєнного стану в Україні терміном на 60 днів.
26 листопада 2018 року Президент підписав указ про запровадження воєнного стану строком на 60 діб.
О 17:30 Президент заявив, що проситиме Верховну Раду запровадити воєнний стан з 9 год 00 хв 28 листопада 2018 року на всій території України терміном на 30 днів. Він пояснив, що таким чином воєнний стан не накладатиметься на початок виборчої кампанії.
26 листопада 2018 року Верховна Рада ухвалила Рішення щодо запровадження в 10 областях України воєнного стану. О 21:33 депутати затвердили Указ Президента 276 голосами. Області, у яких запроваджено воєнний стан, — це прикордонні області з РФ, невизнаним Придністров'ям, а також ті, що мають вихід до Чорного та Азовського морів, — Вінницька, Донецька, Луганська, Миколаївська, Одеська, Сумська, Харківська, Чернігівська, Херсонська, Запорізька області, внутрішні води керченської акваторії Азовського моря.
Наступним же голосуванням Постановою Верховної Ради було призначено вибори Президента України на 31 березня 2019 року, за що проголосували 298 депутатів.
27 листопада РНБО офіційно проінформувала, що воєнний стан введено у 10 областях України з 14:00 26 листопада 2018 року по 14:00 26 грудня 2018 року.
26 грудня 2018 року відбулася нарада РНБО за участі Петра Порошенка. Воєнний стан в Україні був офіційно скасований. Країна за час його проведення більше підготувалася до можливої військової агресії.

## Міжнародна реакція
- Посольство США надало рекомендації американцям на час воєнного стану в Україні[19].
- У Польщі 26 листопада 2018 р. невідомі розіслали СМС фейкову «тривогу» через воєнний стан в Україні[20].
- Президент Російської Федерації Володимир Путін «висловив серйозну стурбованість» у зв'язку з оголошенням в Україні воєнного стану.
- Міжнародний валютний фонд заявив про продовження співпраці з Україною, не дивлячись на воєнний стан. Тобто, можна розраховувати і на транші Європейського Союзу, які пов'язані з траншами МФВ[21].
- Спеціальний представник Держдепартаменту США з питань України Курт Волкер прокоментував введення воєнного стану в Україні: «Я думаю, що існують конкретні причини, чому український уряд вирішив запровадити воєнний стан в обмеженому форматі — на 30 днів і лише у декількох регіонах країни, щоб це не зачіпало президентські вибори, але дозволило мобілізацію призовників, рух військових сил».[джерело?] Під час брифінгу у Брюсселі він заявив, що Росія може готувати нову атаку на Україну. За його словами вкидання з боку проросійських бойовиків інформації про нібито підготовку Києвом провокації в Маріуполі і продовження воєнного стану можуть бути прикриттям для агресивних дій Кремля[22].
- Різні ЗМІ повідомляють про дезінформаційні атаки на українських громадян (зокрема, SMS) у зв'язку з воєнним станом, які почалися зразу ж після його введення[23][24][25][26].
- 3 грудня 2018 року Начальник Генерального штабу Збройних сил України Віктор Муженко заявив, що Росія значно збільшила кількість збройних сил на кордоні з Україною та в Азовському морі, і що характер їх дислокації вказує на підготовку до наступальних дій[27].
- 3 грудня Україна висловила протест проти дій Росії в Керченській протоці на комітеті Міжнародної морської організації (ММО). Заяву української делегації підтримало 34 країни-учасники ММО, повідомило посольство України у Великій Британії.
- 11 грудня повідомляється про сотні російських танків на кордоні з Україною, накопичення яких у двох десятках кілометрів від українсько-російського кордону фіксували з листопада 2018 р.[28]
- 16 грудня 2018 року. УНІАН. Порошенко: «Війська РФ цього разу були підведені до кордонів з Україною не для навчань». «У нас на сьогоднішній день існувала та продовжує існувати загроза вторгнення збройних сил РФ на суверенну територію України»[29].

## Події в Україні під час воєнного стану
- 28 листопада 2018 року у Генштабі заявили, що мобілізації через воєнний стан не буде. Водночас, з оперативним резервом першої черги будуть проведені збори, буде посилена охорона портів у Бердянську та Маріуполі, уздовж кордонів із Росією Україна виставить бойові бригади[30]. З ранку 28 листопада залізничний транспорт і оборонні підприємства перейдуть на особливий режим роботи[31]. Крім того, в областях з'являться штаби оборони, мета яких — перевірка резерву військових, можливостей мобілізації та технічного стану. Поліція з 28.11.2018 переведена на посилений режим ведення служби. Правоохоронці встановили збройні блокпости. Поліція перевіряє підозрілих осіб і авто на предмет наявності заборонених предметів. Підрозділи операції Об'єднаних сил (ООС) на Донбасі приведені в повну боєготовність[31]. Кабінет Міністрів України надав роз'яснення, як надаватиметься медична допомога в регіонах країни і куди за потреби можуть евакуювати військових, поліцейських та всіх захисників національної безпеки[32]. У Міністерстві охорони здоров'я України функціонує відділ координації та забезпечення медичної допомоги під час антитерористичних операцій, надзвичайного і воєнного стану[33][34].
- 29 листопада 2018 року ТСН повідомило, що звістка про воєнний стан викликала хвилювання та паніку на окупованих територіях — люди побоюються, що у зв'язку з воєнним станом закриють контрольно-пропускні пункти і може обвалитися гривня[35]. Водночас командувач об'єднаних сил генерал-лейтенант Сергій Наєв звернувся до мешканців Донецької та Луганської областей та запевнив їх що запровадження воєнного стану не вплине на їхнє життя. «Ситуація в районі проведення ООС повністю контрольована. Зберігайте спокій. Не збирайте й не розповсюджуйте фейки та плітки, довіряйте лише офіційним джерелам інформації», — наголосив Наєв[36].
- 30 листопада 2018 року zaxid.net повідомляє, що у зв'язку з дією воєнного стану, Україна обмежила для іноземців можливість в'їжджати на непідконтрольну територію Донбасу, тобто перетинати лінію розмежування, повідомив у п'ятницю, 30 листопада, прес-центр операції Об'єднаних сил. Це право залишили представникам офіційних спостережних місій ООН, ОБСЄ та місії Червоного Хреста[37].
- 30 листопада 2018 року Україна обмежила в'їзд росіянам чоловічої статі віком від 16 до 60 років. Заборона діятиме на період воєнного стану — до 26 грудня[38][39]. Винятком для в'їзду чоловіків із громадянством Росії може бути гуманітарна мета, наприклад, похорон[38].
- 1 грудня 2018 року «Українська правда» повідомила про збільшення жорсткості пропускного режиму на Українсько-Російському кордоні, який спостерігається з обох боків. Так тільки за попередню добу Україна «завернула» 100 росіян, РФ — 40 українців. 26 листопада в аеропортах Києва до України не пропустили більше 70 громадян Росії, які прилетіли і з Білорусі. 30 листопада голова ДПСУ Петро Цигикал повідомив, що Україна на час воєнного стану не пропускатиме на свою територію росіян чоловічої статі віком від 16 до 60 років[40].
- На сайті Міністерства оборони України повідомлено, що з 3 грудня розпочинається цикл масштабних зборових заходів із резервістами та військовозобов'язаними[41].
- Українські мас-медіа частковий (неповний) воєнний стан 2018 р. охрестили «гібридним»[42][43][44].
- 5 грудня прем'єр-міністр України Володимир Гройсман заявив, що Україна наполягатиме, аби Захід запровадив «дзеркальні санкції» проти Росії за порушення принципу свободи судноплавства. Але при цьому українська влада користується і силовими методами вирішення проблеми. Зокрема, 6 грудня відбулись випробування українських протикорабельних ракет на полігоні у Чорному морі. Окрім цього, наголошується, що «азовська криза викликала таке відносно нове явище як „війна стрільб“ або „війна навчань“ в Азовському та Чорному морях», за яких зони стрільбищ учасників протиборства фактично межують одна з одним. Збройні сили України до кінця лютого «закрили» для власних стрільб води, дотичні до майже усього узбережжя Азовського моря. До 1 березня 2019 року українські ВМС проводитимуть навчання у зоні, що майже впритул збігається із зоною стрільб ЧФ РФ — Каркінітська затока між українським Скадовськом та окупованим Кримом[45].
- 6 грудня 2018 р. Президент України Петро Порошенко на день Збройних сил України дав старт передислокації десантних військ в особливо небезпечні напрямки на кордоні, звідки може вдарити Росія. Петро Порошенко заявив: «Важливим елементом адекватної відповіді на дії агресора є нарощування угруповань військ відповідно до затвердженого мною Стратегічного замислу застосування сил оборони держави. У рамках цього процесу бойові частини і підрозділи Збройних сил України передислокуються на найбільш небезпечні напрямки по всій лінії нашого кордону, щоб посилити оборонні можливості і бути готовими зупинити агресора не втрачаючи ні секунди»[46].
- 9 грудня 2018 року заступник міністра з питань тимчасово окупованих територій і внутрішньо переміщених осіб Георгій Тука повідомив, що з введенням воєнного стану для місцевих жителів і для військових у Луганській і Донецькій області практично нічого не змінилося. Всі КПВВ (контрольні пункти в'їзду-виїзду) працюють у стаціонарному режимі, так само, як і до введення воєнного стану. Луганчани і донеччани вже звикли жити в умовах військово-цивільних адміністрацій. Відмінність у тому, що Військово-цивільні адміністрації здійснювали керівництво на рівні Луганської і Донецької областей, але були населені пункти, на які їх влада не поширювалася — з введенням воєнного стану поширюється[47].
- 11 грудня 2018 року повідомляється про зриви РФ нормальної роботи українських портів на Азовському морі[48].
- 13 грудня 2018 року Олександр Турчинов наголосив, що введення воєнного стану дає можливість здійснити повну перевірку готовності країни до «протидії повномасштабній військовій агресії»[49].
- 14 грудня 2018 року на «Радіо Свобода» говорили про вплив воєнного стану на боєздатність української армії[50] Міністр оборони України Степан Полторак в ефірі телеканалу Україна повідомив, що армія за час воєнного стану отримає понад 300 одиниць техніки[51].
- 17 грудня 2018 року Президент України на прес-конференції повідомив, що воєнний стан в Україні по закінченню 30-денного терміну не продовжать за умови, якщо Росія не розпочне повномасштабного наступу[52].
- 18 грудня 2018 року Степан Полторак на зустрічі з Куртом Волкером повідомив, що станом на 18 грудня більша частина запланованих заходів під час дії правового режиму воєнного стану у визначених областях України виконана. До 26 грудня сплановано виконати усі заходи, що ефективно вплине на боєготовність та спроможності ЗС України[53].
- 23 грудня 2018 року УНІАН повідомлено, що з початку дії воєнного стану прикордонники не пропустили в Україну понад півтори тисячі росіян[54].
- На засіданні РНБО 26 грудня Президент Петро Порошенко заявив про завершення дії воєнного стану в 10 областях України з 14 години 26 грудня. Президент наголосив, що це «…принципове рішення. Воно ґрунтується на аналізі всіх складових поточної безпекової ситуації в країні» Хоча за Порошенком «ситуація навколо країни не дуже змінилася», «ОБСЄ підтвердила дані нашої розвідки, що в районі Луганська знайдено підтягнуті системи реактивного вогню „Град“, збільшена кількість артилерії, не відведені танки. Не зменшилася і військова присутність РФ в Азовському морі», не продовження воєнного стану Порошенко пояснює наближенням майбутніх виборів в Україні[18]. Воєнний стан підвищив обороноздатність країни, дав змогу провести об'єднавчий собор Української православної Церкви і висвітлив позицію до російської агресії як українських політиків, ЗМІ, так і зарубіжних[55][56][57].

## Справа моряків
21 травня 2019 року за заявою Андрія Портнова Державне Бюро Розслідувань зареєструвало кримінальне провадження № 62019000000000683 з приводу інциденту в Керченській протоці. На думку заявника, своїми діями п'ятий Президент України спричинив ескалацію конфлікту з Росією та введення воєнного стану на території України «з метою можливої узурпації влади», також заявник вбачав і перевищення військовими службовими особами влади. Це була перша заява та перше кримінальне провадження відкрите проти вже колишнього Президента.
Під приводом слідчих дій по цій справі в листопаді 2019 року Печерський суд надав доступ слідчим ДБР до документів «особливої важливості» Генерального штабу Збройних сил України, зокрема, до Стратегічного плану застосування Збройних Сил України. Крім того, слідчі отримали доступ до інших документів з обмеженим доступом Військово-Морських Сил ЗСУ, Апарату РНБО, тощо.
У серпні 2019 року Андрій Портнов подав позов проти Петра Порошенка та телеканалу «Прямий» з вимогою визнати недостовірною та спростувати заяву про те, що матеріали кримінального провадження відносно справи моряків Державне бюро розслідувань передало Портнову, який, за словами Порошенка, начебто передав їх особисто представнику Росії в ООН Володимиру Небензі.